# 胡玉禄
胡玉禄（1871年—1948年），佤名锡弄撒猛，官名困鄂（困亦作“昆”），云南省沧源班老部落王，是胡玉堂之兄，与班洪王胡玉山为家族兄弟关系。
1933年，英方与永邦王小麻哈、班弄头人马美廷签订合办炉房银矿的章约后，班老王胡玉禄拒绝合作。1934年班洪事件爆发，胡玉禄因年高体弱不能指挥，令其弟胡玉堂配合班老部落的另一部落王保卫国抗击英军。在中英第二次勘界中主张将班老划归中国。1948年在班老病故。